# Place Broglie
Pour les articles homonymes, voir Broglie.
La place Broglie (Broglieplatz  en allemand standard, en dialecte alsacien aussi Bröjel ou Rossmärik) est une voie de Strasbourg.

## Situation et accès
Cette place est située dans le centre historique de Strasbourg, se trouve entre la place Kléber, place centrale de la ville, et la place de la République dans la Neustadt.
Transports urbains
La station Broglie est desservie par les lignes B, C et F du tramway de Strasbourg. La prononciation strasbourgeoise du nom de cette station est « brou-gli » ou « bro-gli », comme on peut l'entendre dans le tram lorsque celui-ci, dans un sens ou dans l'autre, s'en approche.

## Origine du nom
Elle a été nommée en l'honneur du maréchal François-Marie de Broglie.
Le nom « Broglie » se prononce ordinairement [bʁœj] « breuil », selon le prononcé français traditionnel de cette appellation patronymique d'origine italienne. Toutefois, à Strasbourg, le nom de la place est généralement prononcé « broglie » par ses habitants.

## Historique
Ancienne place du Marché-aux-Chevaux, appelée « Roosmarkt » de Ross, le cheval en allemand. 
En 1740 le maréchal François-Marie de Broglie, alors gouverneur de Strasbourg, la transforme en promenade bordée de tilleuls en 1740. 
La place prend sa forme actuelle avec la construction du théâtre municipal, entre 1804 et 1821, et le comblement du fossé des Tanneurs en 1832.
Elle est bordée de beaux hôtels particuliers du XVIIIe siècle et flanquée de trois rangées de platanes, deux jets d'eau se trouvent devant l'hôtel de ville. Durant la période de Noël, c'est sur cette place que se tient le Christkindelsmärik, le principal marché de Noël strasbourgeois.

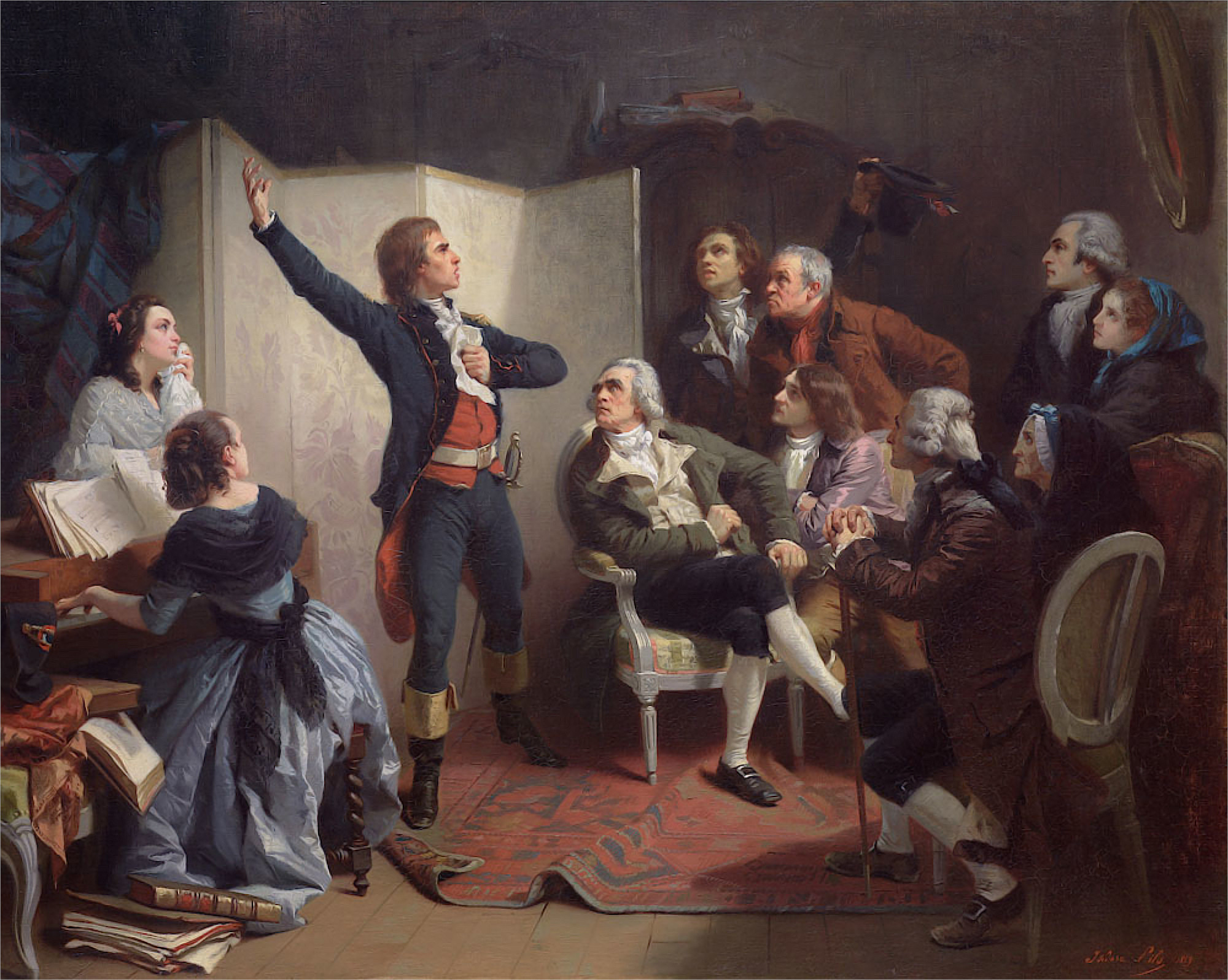
Rouget de l'Isle chantant « La Marseillaise », 1849, Isidore Pils, Strasbourg, musée historique.

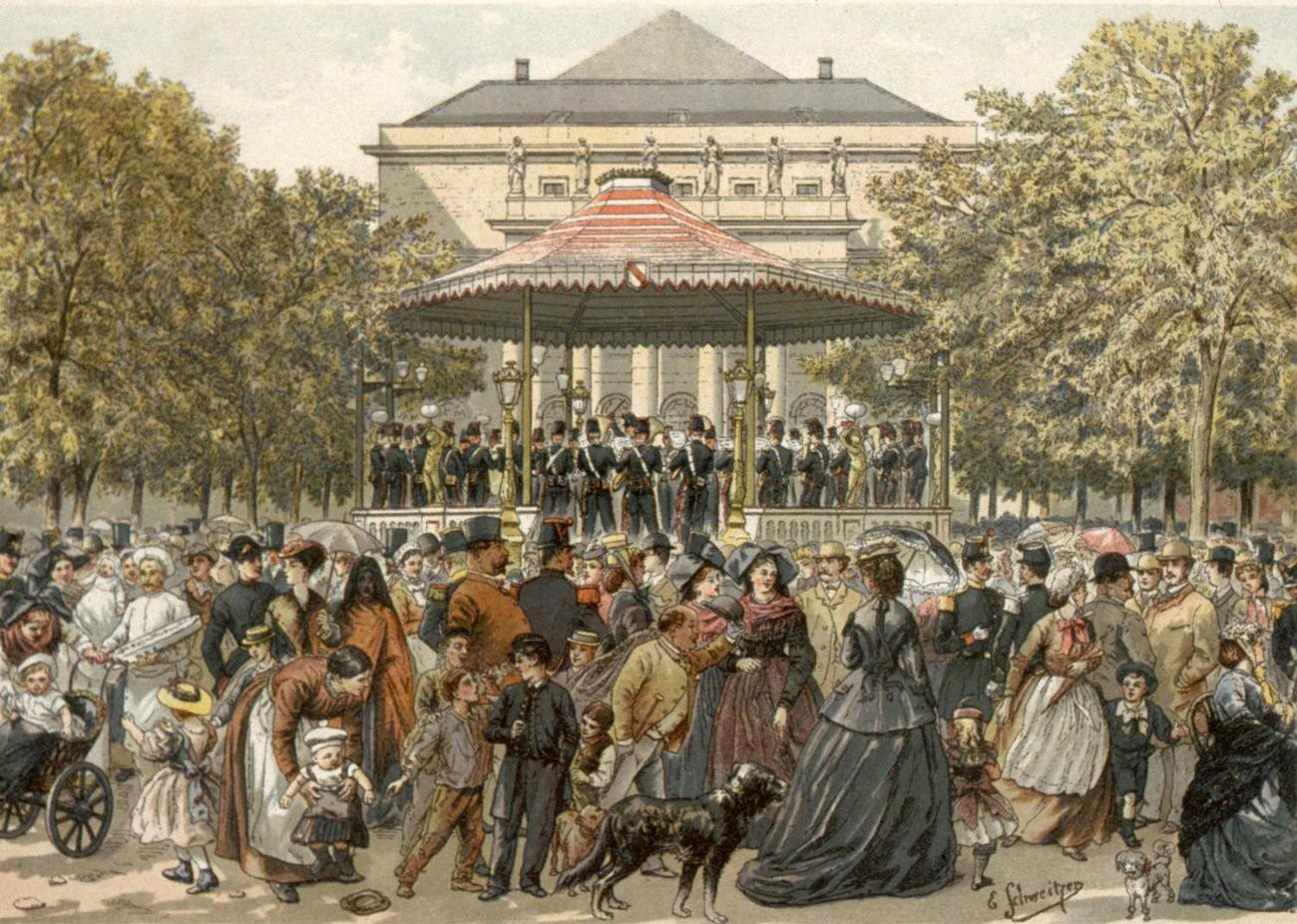
Place Broglie en 1860
(Émile Schweitzer, 1894).

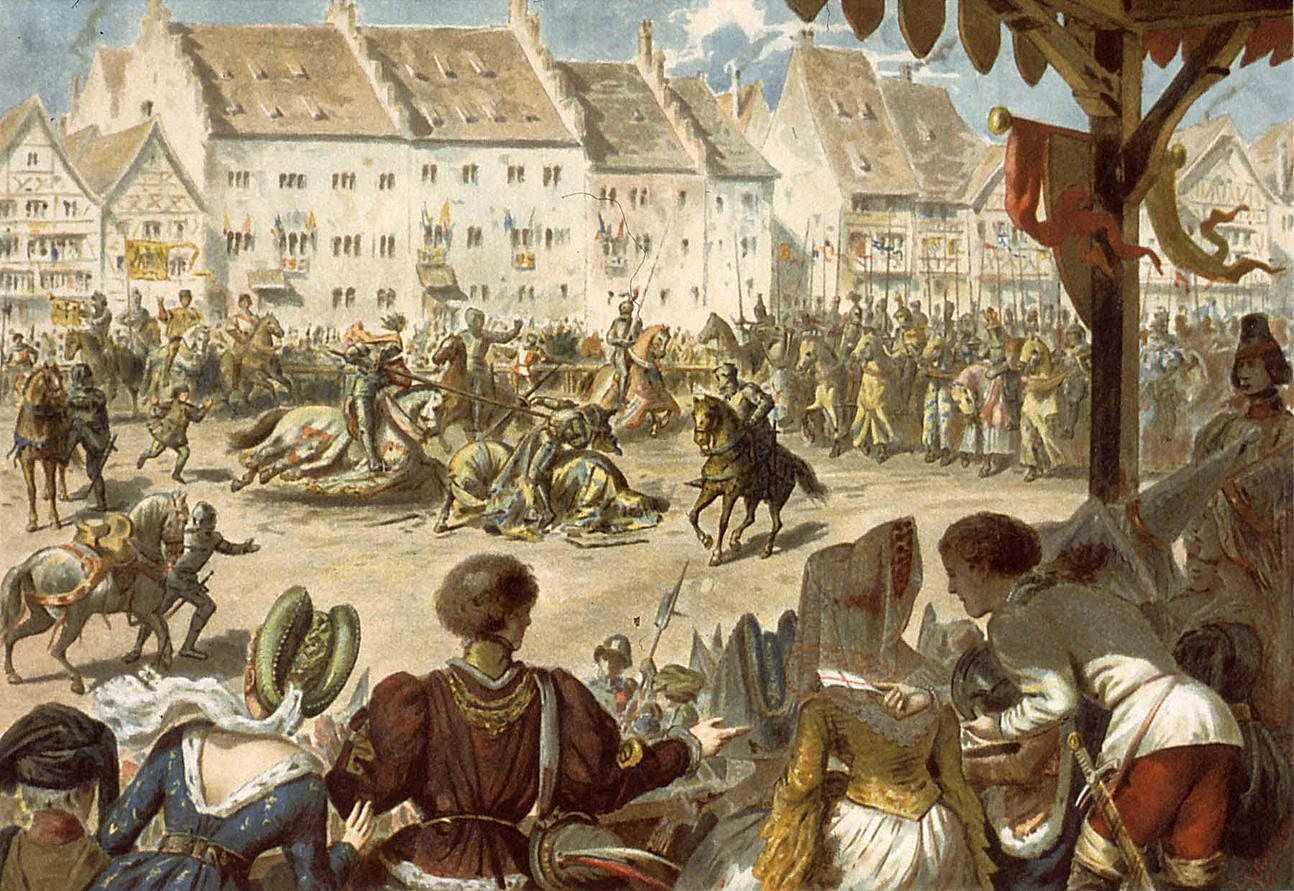
Tournoi au marché-aux-chevaux (place Broglie) en 1890
(É. Schweitzer, 1894).

L'hymne national français, la Marseillaise, a retenti pour la première fois en avril 1792 sur cette place.

En effet, la Marseillaise écrite par Rouget de Lisle à Strasbourg dans la nuit du 25 au 26 avril 1792 à la suite de la déclaration de guerre à l'empereur d'Autriche fut présentée le lendemain au maire de Strasbourg, le baron Philippe-Frédéric de Dietrich (qui avait demandé à Rouget de Lisle en garnison à Strasbourg d'écrire un chant de guerre), à son domicile situé place Broglie. Cette scène a été immortalisée. On trouve le tableau au musée des Beaux-Arts de Strasbourg. Elle y retentit pour la première fois et retentit publiquement pour la première fois par la suite sur la place Broglie, devant l'hôtel de ville de Strasbourg.
En 1793, la place est renommée « Place de l’Égalité » par les autorités révolutionnaires, dénomination qui restera d'usage jusqu'en 1810.
Lors de l'annexion de l'Alsace-Lorraine, la fontaine du Vater Rhein est installée au bout de la place devant l'opéra. Très décriée par les Strasbourgeois, elle sera démontée lorsque la ville redeviendra française et offerte à la ville de Munich en échange de la fontaine du Meiselocker (qui se trouve aujourd'hui place Saint-Étienne).

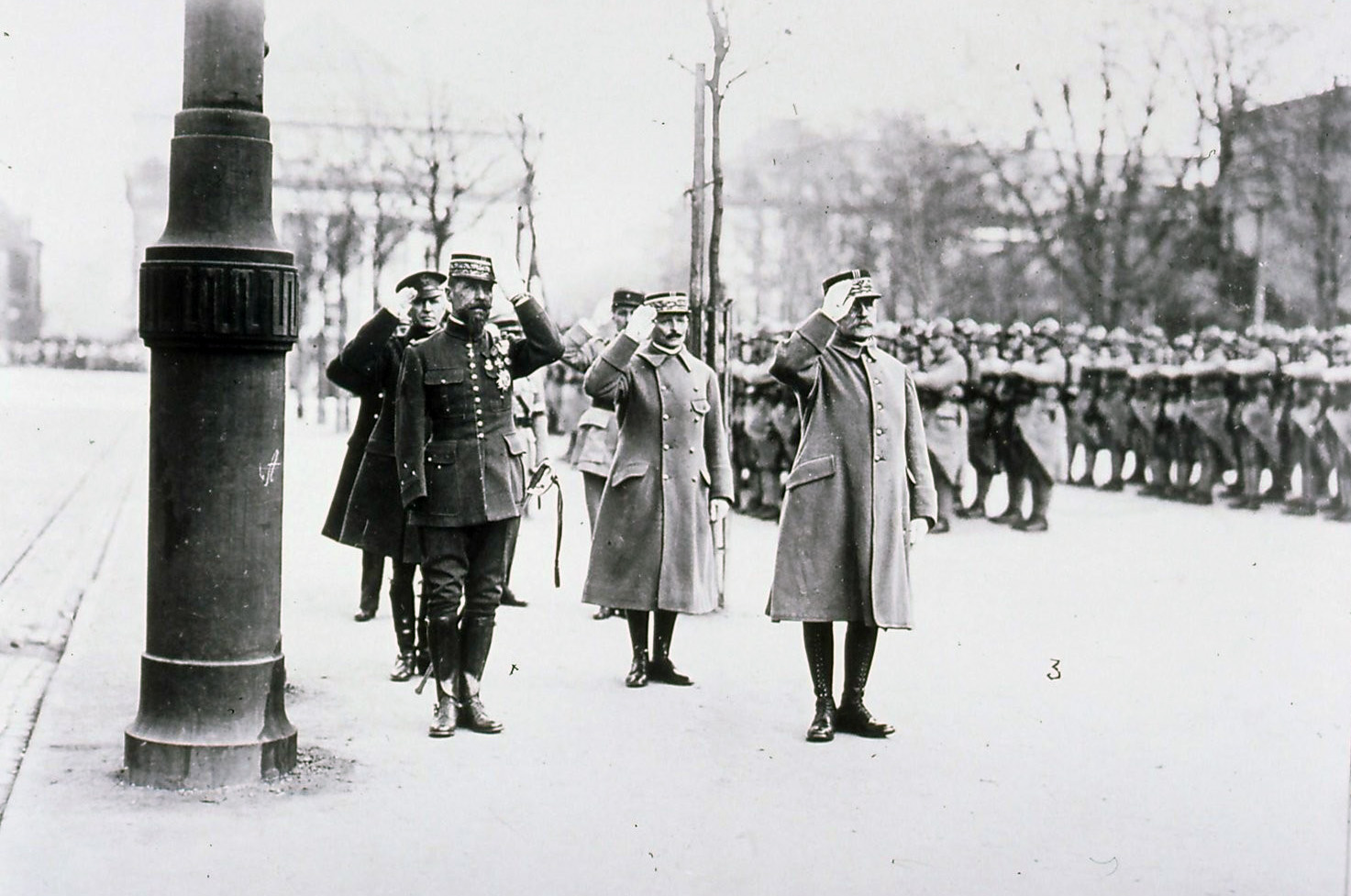
Revue des troupes par les généraux Foch, Gouraud et Lyautey en 1918.

Un kiosque à musique a été construit en 1882[réf. nécessaire] au centre de la place. Il a été déplacé, en 1900, au parc du Contades où il se trouve toujours aujourd'hui.
Le 14 juillet 1922, la statue de La Marseillaise d'Alfred Marzolff est inaugurée dans les jardins de l'Hôtel de ville par le maire Jacques Peirotes. Elle comporte deux médaillons du maire Philippe-Frédéric de Dietrich et de Rouget de Lisle.
Entre 1940 et 1945, lors de la seconde annexion allemande, les autorités nationales-socialistes la renomment « Adolf-Hitler Platz » (place Adolf Hitler). La statue de La Marseillaise d'Alfred Marzolff est détruite par les nazis.
C'est également depuis l'hôtel de ville situé place Broglie que, le 7 avril 1947, le général de Gaulle a prononcé devant environ cinquante mille personnes le discours de Strasbourg, un des discours fondateurs de la République, lequel marque également la création du Rassemblement du peuple français (RPF).
Le monument du maréchal Leclerc, réalisé par Georges Saupique, est inauguré le 23 novembre 1951, jour anniversaire de la libération de Strasbourg en 1944. Il fait face au palais du Gouverneur militaire et au cercle mess de garnison.
Le monument de La Marseillaise détruit par les nazis est reconstruit, le 7 novembre 1980, à son emplacement initial par les sculpteurs de la Fondation de l'Œuvre Notre-Dame à partir des plâtres d'Alfred Marzolff. Les médaillons du maire Philippe-Frédéric de Dietrich et de Rouget de Lisle sont mis sur la façade de la Banque de France.

## Bâtiments remarquables et lieux de mémoire
On y trouve plusieurs statues et monuments :
- le monument du maréchal Leclerc (statue en bronze et obélisque en grès des Vosges), qui commémore le serment de Koufra et la libération de Strasbourg ;
- la statue du maréchal Kellermann ;
- le monument de la Marseillaise d'Alfred Marzolff.
- L'hôtel de Hanau - hôtel de ville de Strasbourg : édifié en 1730 pour le dernier membre de Hanau-Lichtenberg, dans le style Régence, à la française. En 1728, René III de Hanau-Lichtenberg chargea Joseph Massol, architecte de l'archevêché, de construire, à l'emplacement de l'hôtel qui appartenait à sa famille depuis le XVIe siècle, un hôtel entre cour et promenade. Le plan de l'édifice est en fer à cheval, avec une entrée monumentale du côté de la rue Brûlée. La façade du logis principal est, comme le portail, ornée de trophées et de mascarons. La façade arrière s'ouvre du côté de la place Broglie par une alternance de baies cintrées, en arc segmentaire et rectangulaires. Le décor intérieur, partiellement conservé, est rehaussé de pièces de mobilier contemporaines de l'hôtel.
- L’opéra de Strasbourg ou théâtre municipal : construit en 1820, dans un style néo-classique avec une façade ornée d'un péristyle colossal à colonnes ioniques et surmonté de six muses (et non neuf comme le veut la tradition). Il est appelé Opéra du Rhin (et depuis 1997 Opéra national).
- Le cercle mess de Strasbourg (ancien couvent des Clarisses)[3] dont la façade est ornée d'anciens canons de la fonderie de Strasbourg. Dans la cour se trouve la chapelle de Garnison de Strasbourg.
- La Banque de France : construite en 1925 à l'emplacement de la maison où la Marseillaise fut chantée pour la première fois et de la maison natale de Charles de Foucauld. Elle comporte sur la façade les médaillons du maire Philippe-Frédéric de Dietrich et de Rouget de Lisle réalisés par le sculpteur d'Alfred Marzolff.
- L'hôtel des Deux-Ponts : construit en 1754, résidence du Gouverneur militaire de Strasbourg.
- L'hôtel de Klinglin - hôtel du Préfet : situé place du Petit-Broglie (au nord de la place Broglie). Le prêteur royal François-Joseph de Klinglin s'appropria un terrain municipal pour y faire construire entre 1731 et 1736 un hôtel fastueux, en grès rose, dont la façade principale donne sur le fossé du Faux Rempart. Après son incendie pendant la guerre de 1870, l'hôtel fut reconstruit sensiblement à l'identique. Attribué à l'architecte de la ville Jean-Pierre Pflug, d'origine et de formation franconiennes, son plan entre cour et jardin et ses élévations traduisent un mélange de conceptions françaises et traditions locales et germaniques. Au rez-de-chaussée, visite du bureau du préfet et des salons (salles Louise-Weiss et Gustave-Doré) et au premier étage, des salles à manger, du salon central, de la chambre de l'empereur avec ses dépendances.
- Le grenier d'abondance (Kornspeicher) : entre l'Opéra et l'Hôtel du Préfet s'élève une curieuse façade de briques roses, haute de cinq étages, rythmée de contreforts et percée de multiples petites baies ogivales. C'est le reste du grenier d'abondance, ou Kornspeicher, construit en 1441. Au rez-de-chaussée fonctionnait 48 moulins à bras, tandis que l'on stockait dans les étages quelque 4000 rézeaux de blé. Aujourd'hui le bâtiment sert de magasin pour les décors et les costumes de l'Opéra, et abrite des salles de répétitions pour les chœurs et les musiciens.
- La Marseillaise d'Alfred Marzolff inaugurée en 1922 dans les jardins de l'Hotel de ville.
- La fontaine de Janus : située à l'extrémité nord-est de la place Broglie, sur la gauche de l'opéra, la fontaine de Janus a été réalisée par le dessinateur et illustrateur Tomi Ungerer à l'occasion de la célébration des 2000 ans de la ville en 1988.
- immeuble au nº1, construit en 1901 par les architectes Gottfried-Julius Berninger et Gustave-Henri Krafft pour le tailleur H. Flach. De style art nouveau, le bâtiment comprend notamment un oriel d’angle circulaire coiffé d’une toiture en bulbe. Celui-ci, ainsi que les balcons des troisième et quatrième étages, sont inscrits aux monuments historiques depuis 1975[7].

## Tourisme
Chaque année, lors des fêtes de Noël (de fin-novembre à fin décembre), on retrouve place Broglie le célèbre marché de Noël de Strasbourg, appelé Christkindelsmärik ou « marché de l'Enfant-Jésus », qu'organise la ville depuis 1570. Pendant très longtemps, le Christkindelsmärik s'est tenu au pied de la cathédrale, sur le parvis et sur la place du Château. Puis, au XIXe siècle, prenant une importance de plus en plus difficile à contrôler, il a été transféré d'abord sur la place Kléber, épicentre de la vie sociale et économique strasbourgeoise, et dès 1870 place Broglie.
Aujourd'hui plusieurs marchés de Noël, souvent thématiques, sont organisés dans tout le centre-ville mais le Christkindelsmärik de la place Broglie est le plus important et le plus emblématique. Il regroupe des centaines d’artisans, lesquels proposent entre autres des spécialités culinaires locales, telles les Bredle ou Bredela, délicieux petits gâteaux que l’on prépare traditionnellement pendant la période de l’Avent.

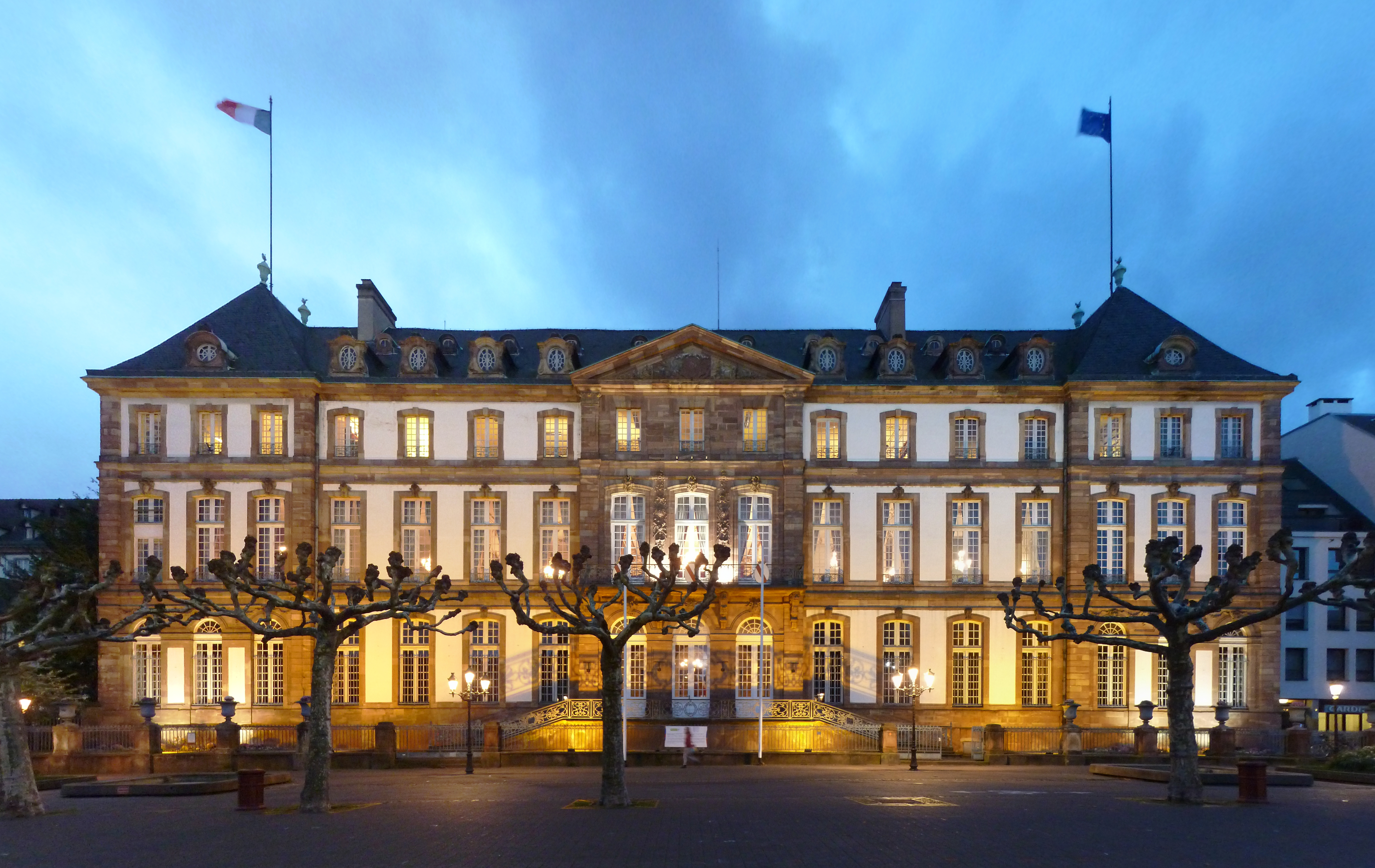
L'hôtel de ville de Strasbourg.
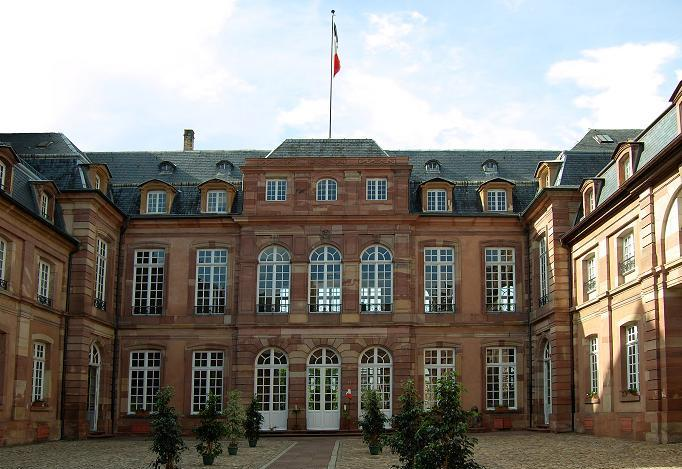
Le palais du Gouverneur militaire.
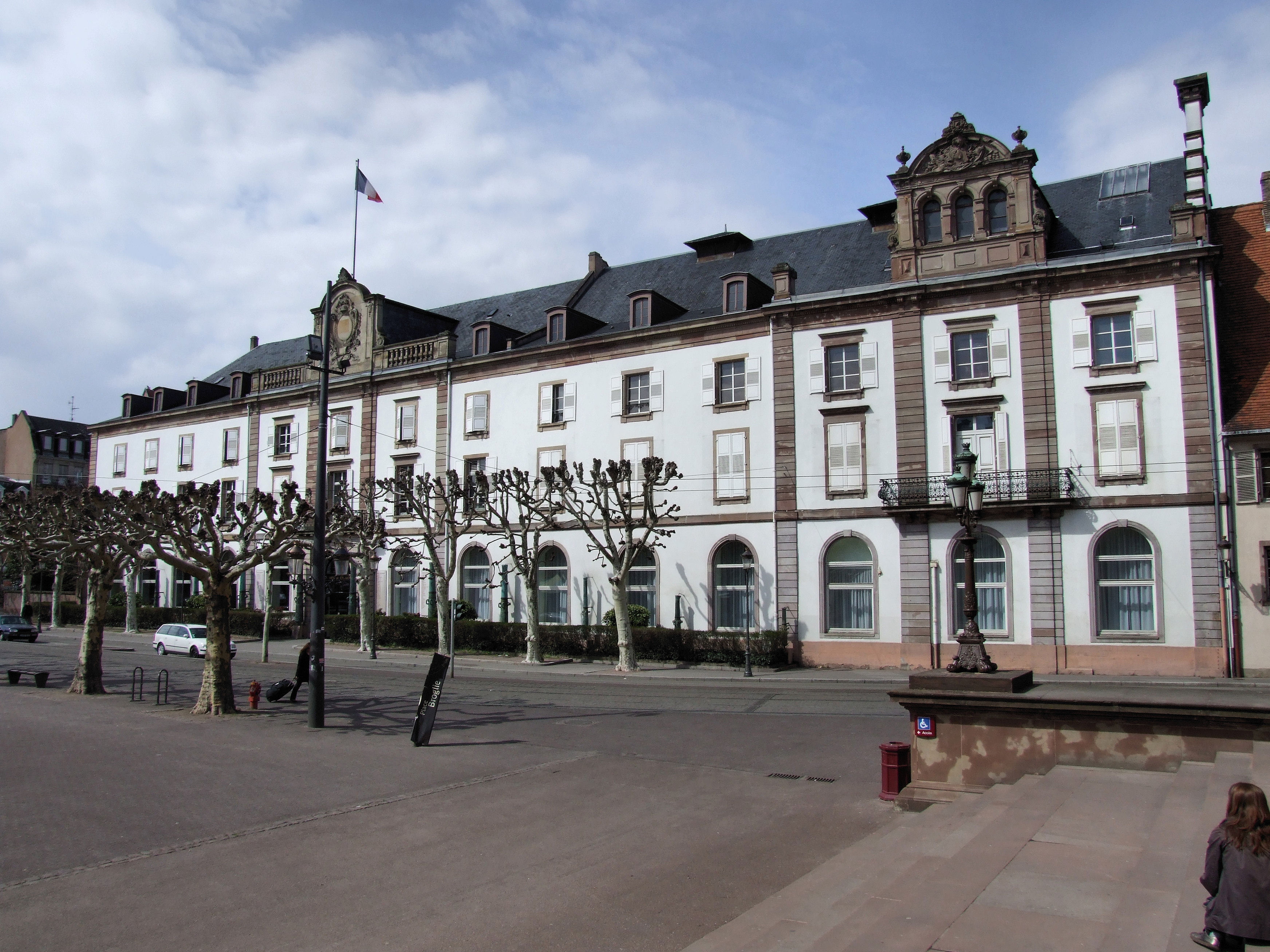
Le mess.
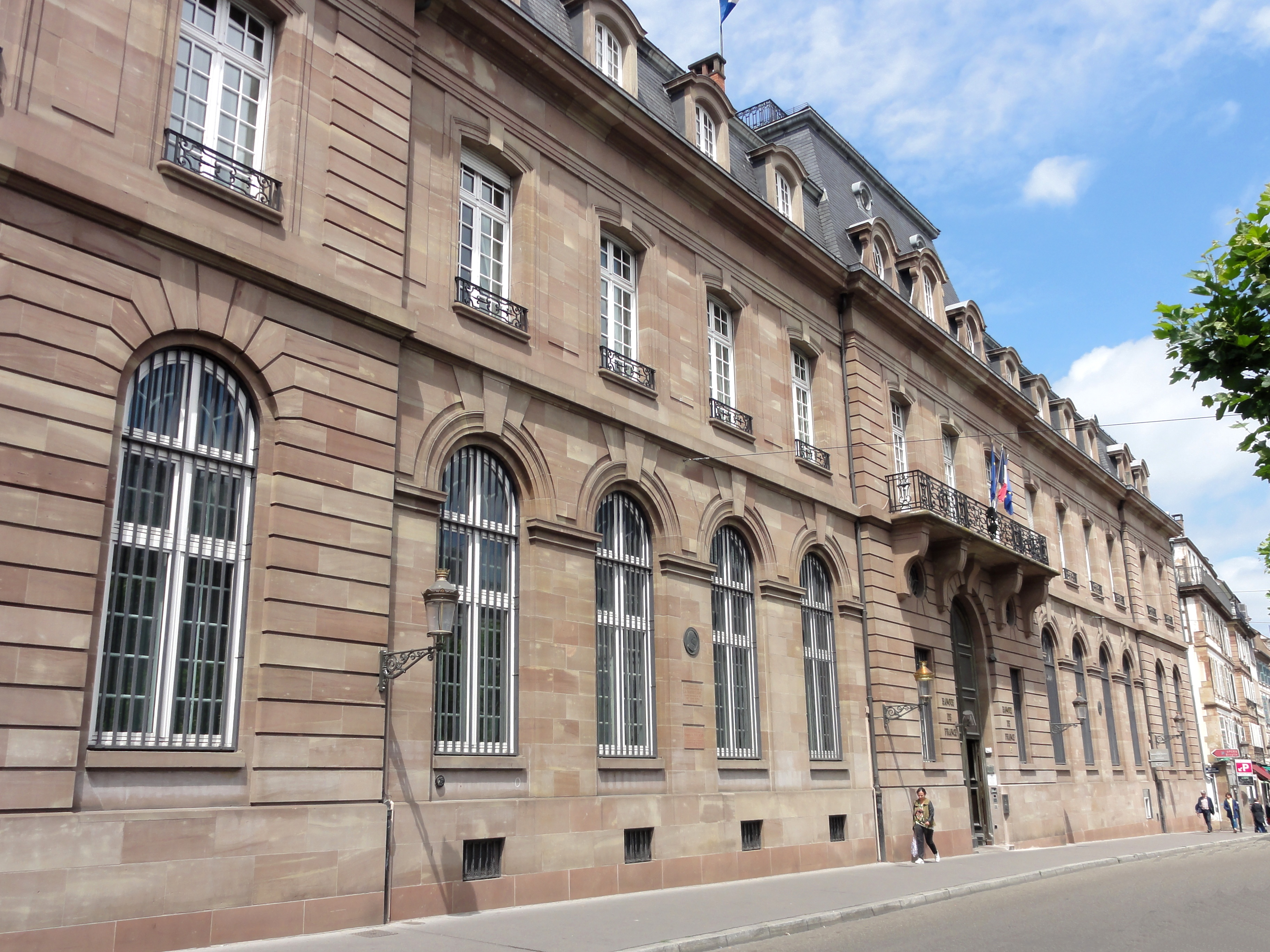
La Banque de France.
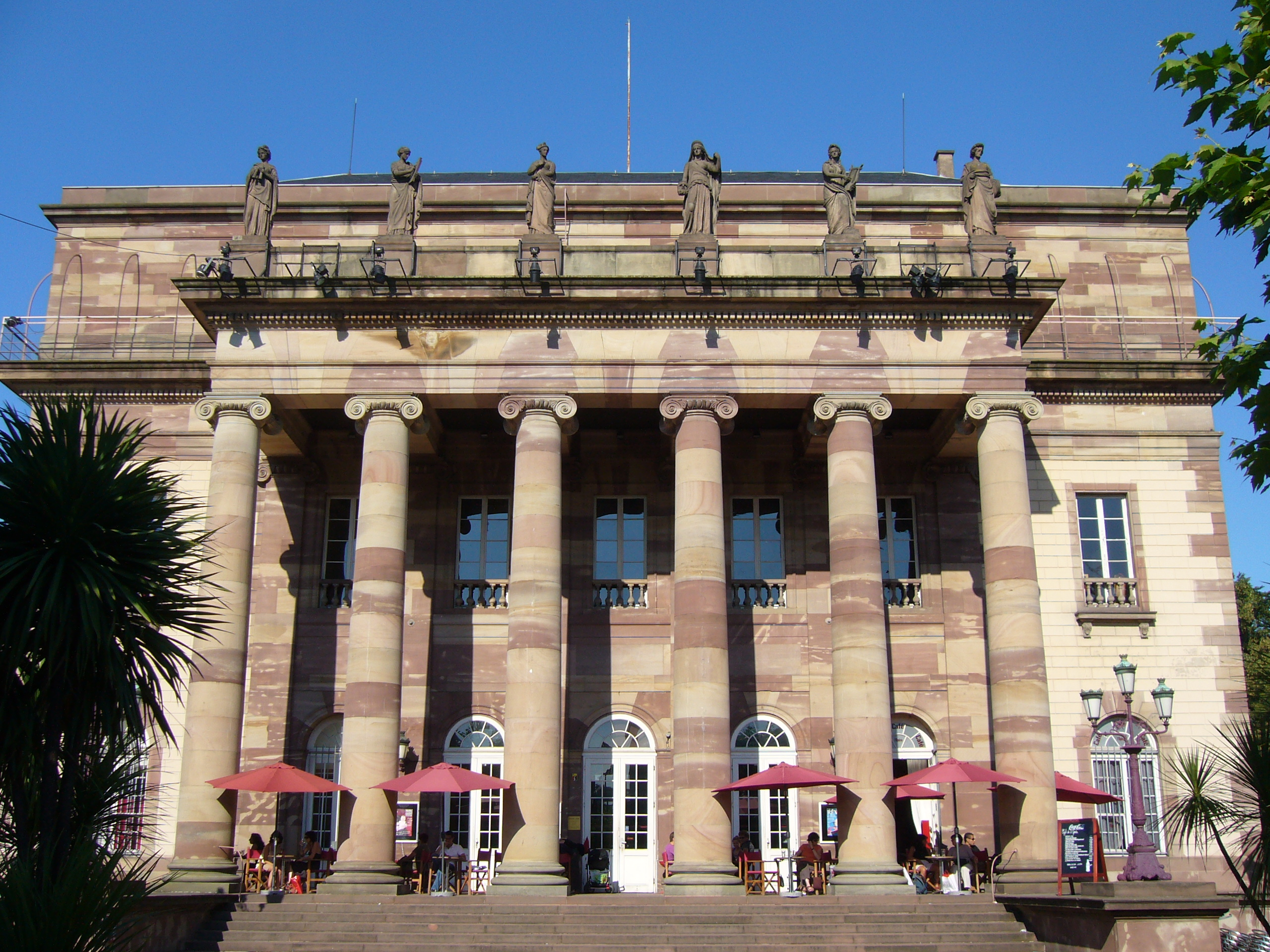
L'opéra.
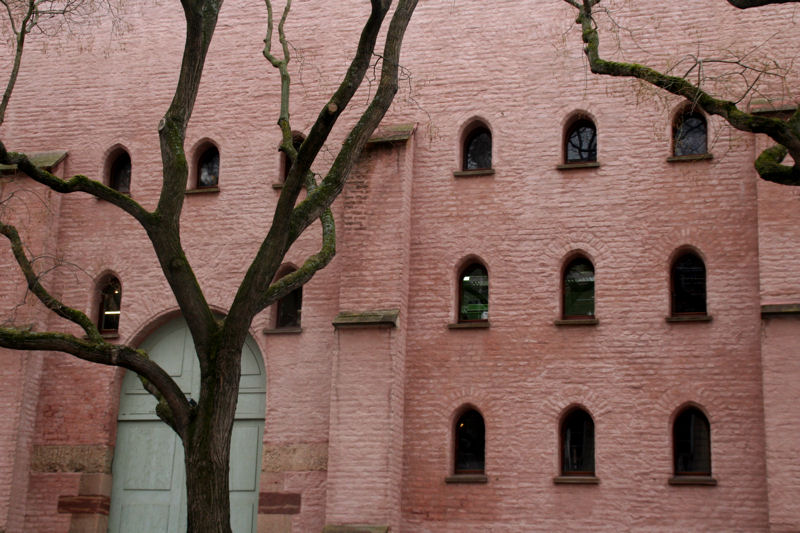
Le grenier d'abondance, ou « Kornspeicher », construit en 1441.
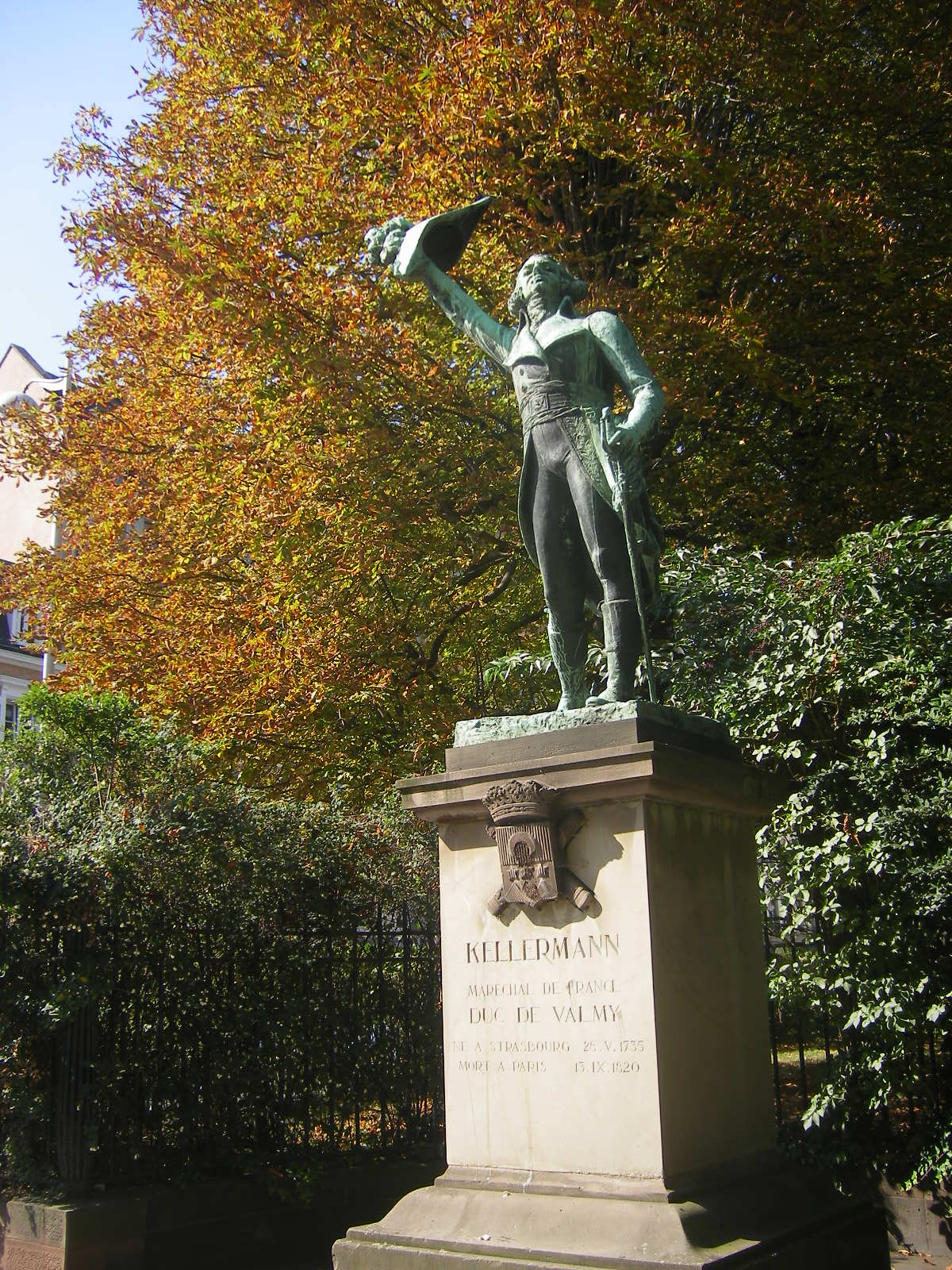
La statue de François Christophe Kellermann.
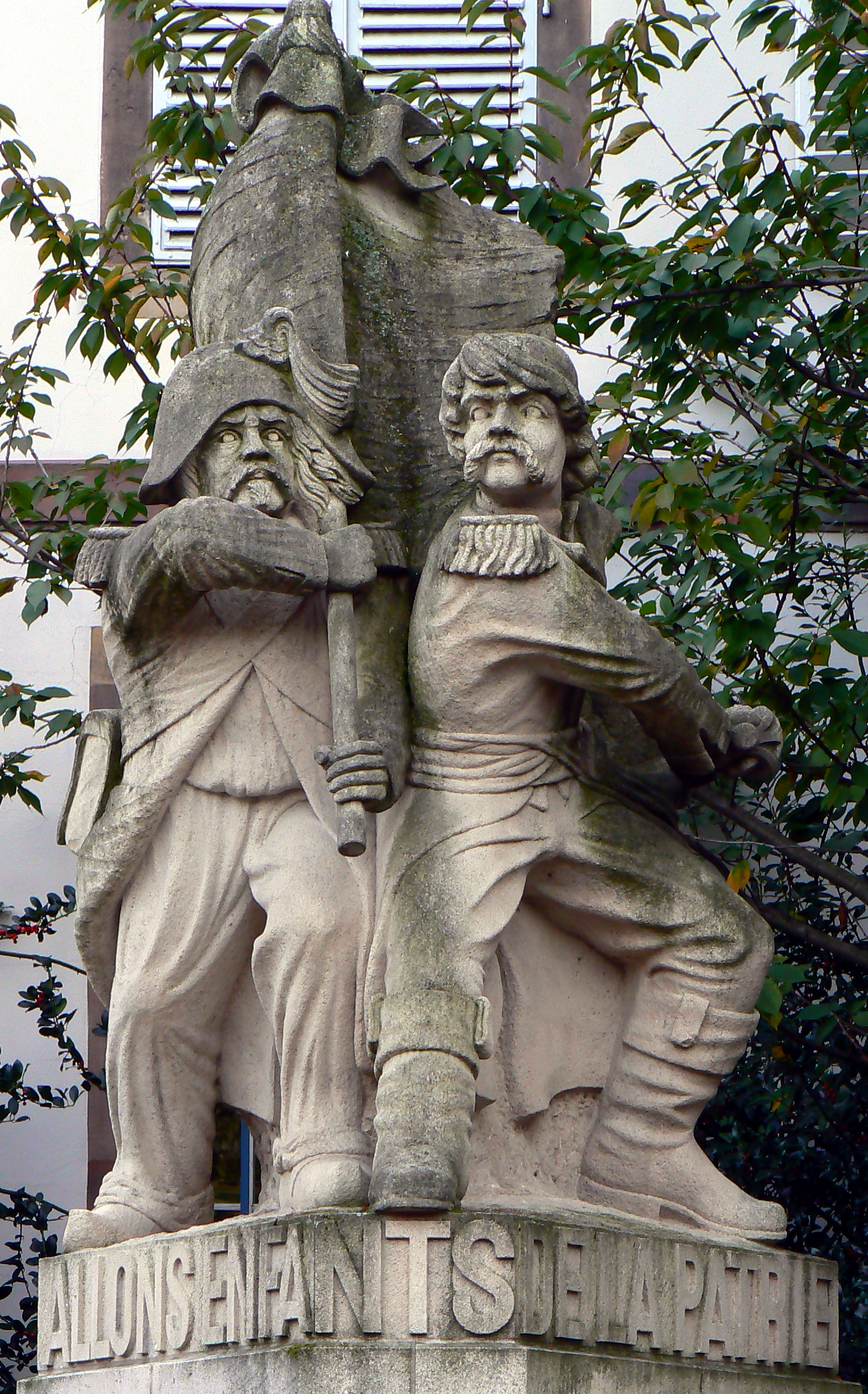
Monument de la Marseillaise.
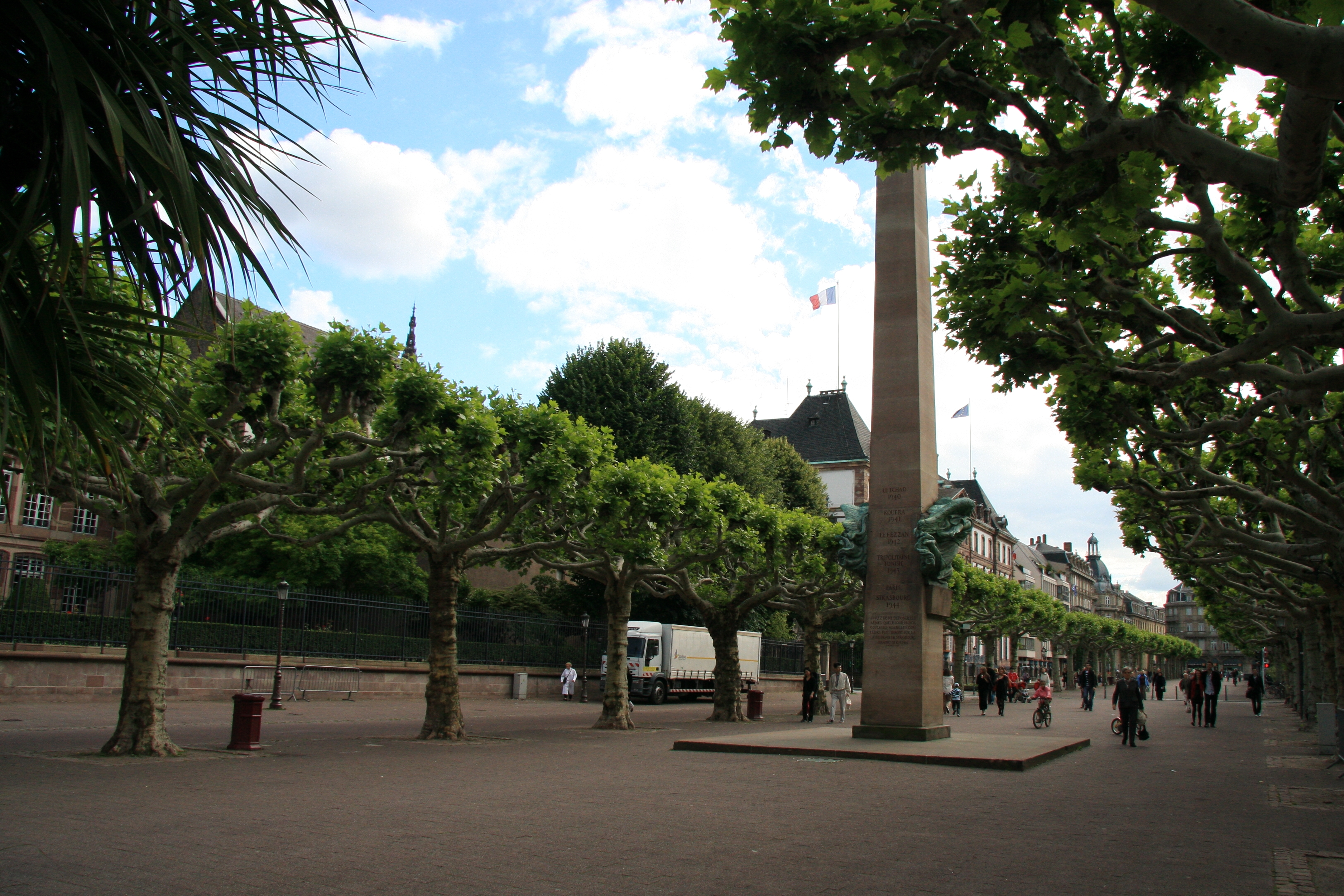
Monument du maréchal Leclerc.
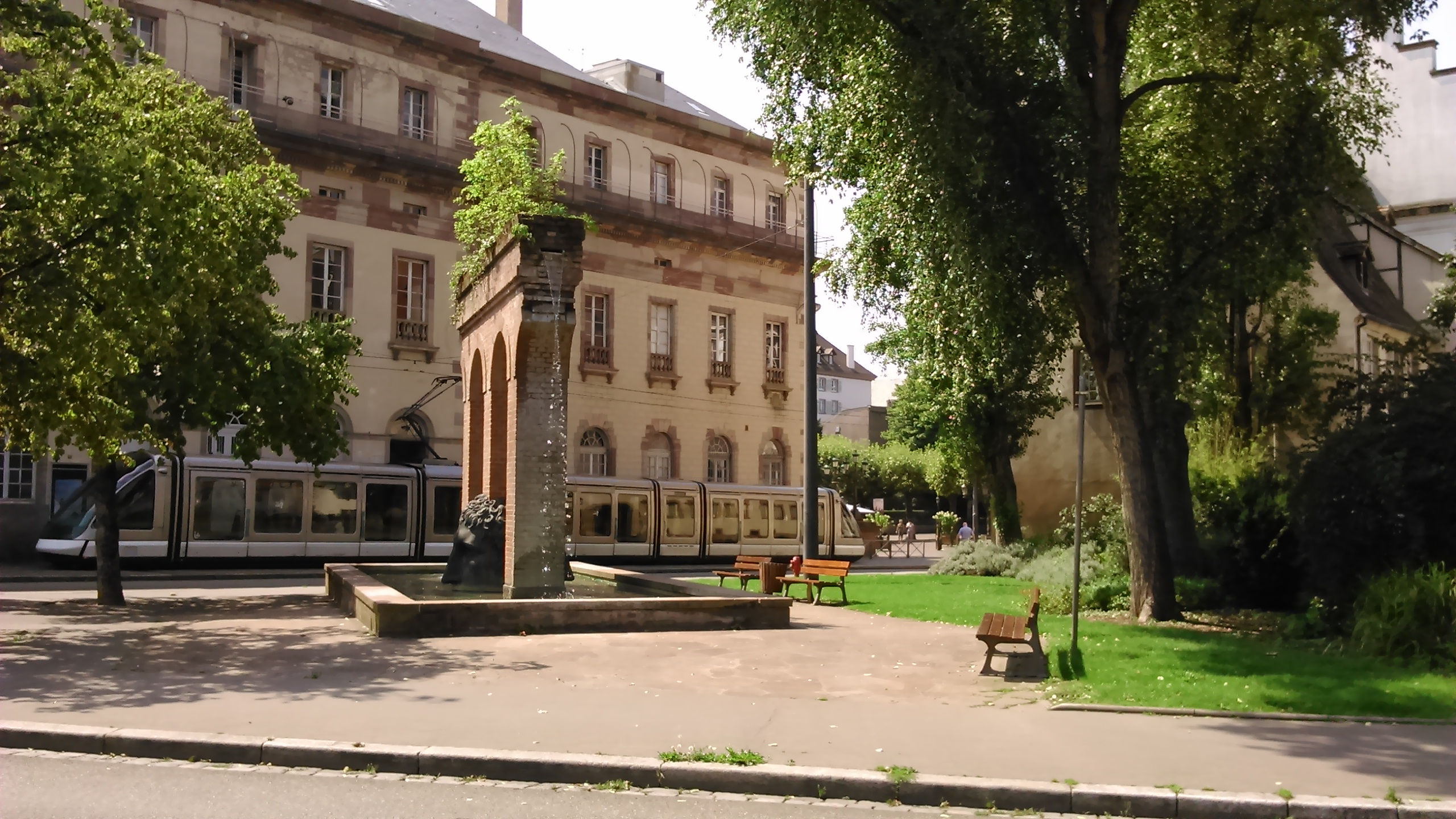
La fontaine de Janus.
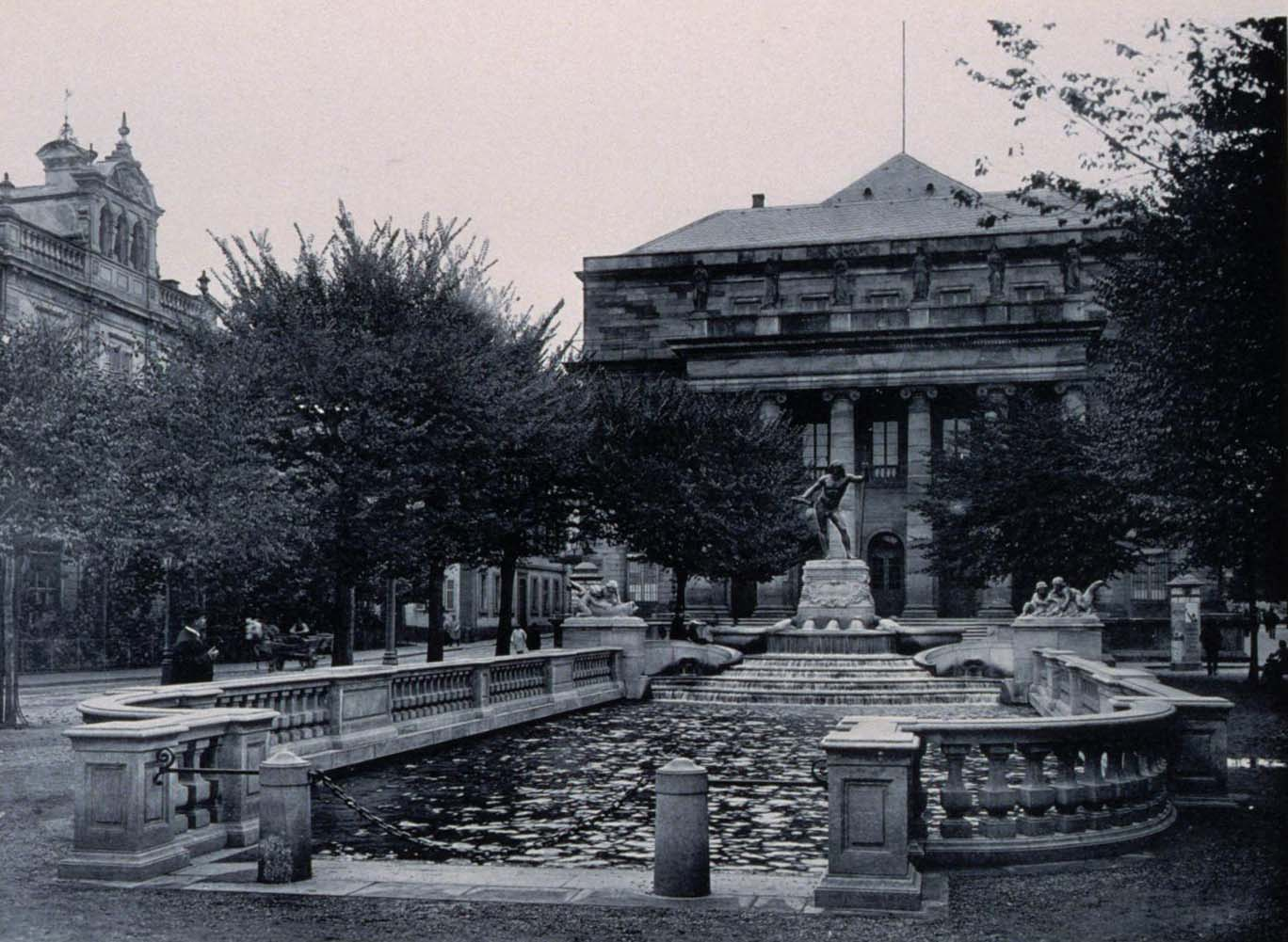
La fontaine du Vater Rhein devant l'opéra, vers 1900.
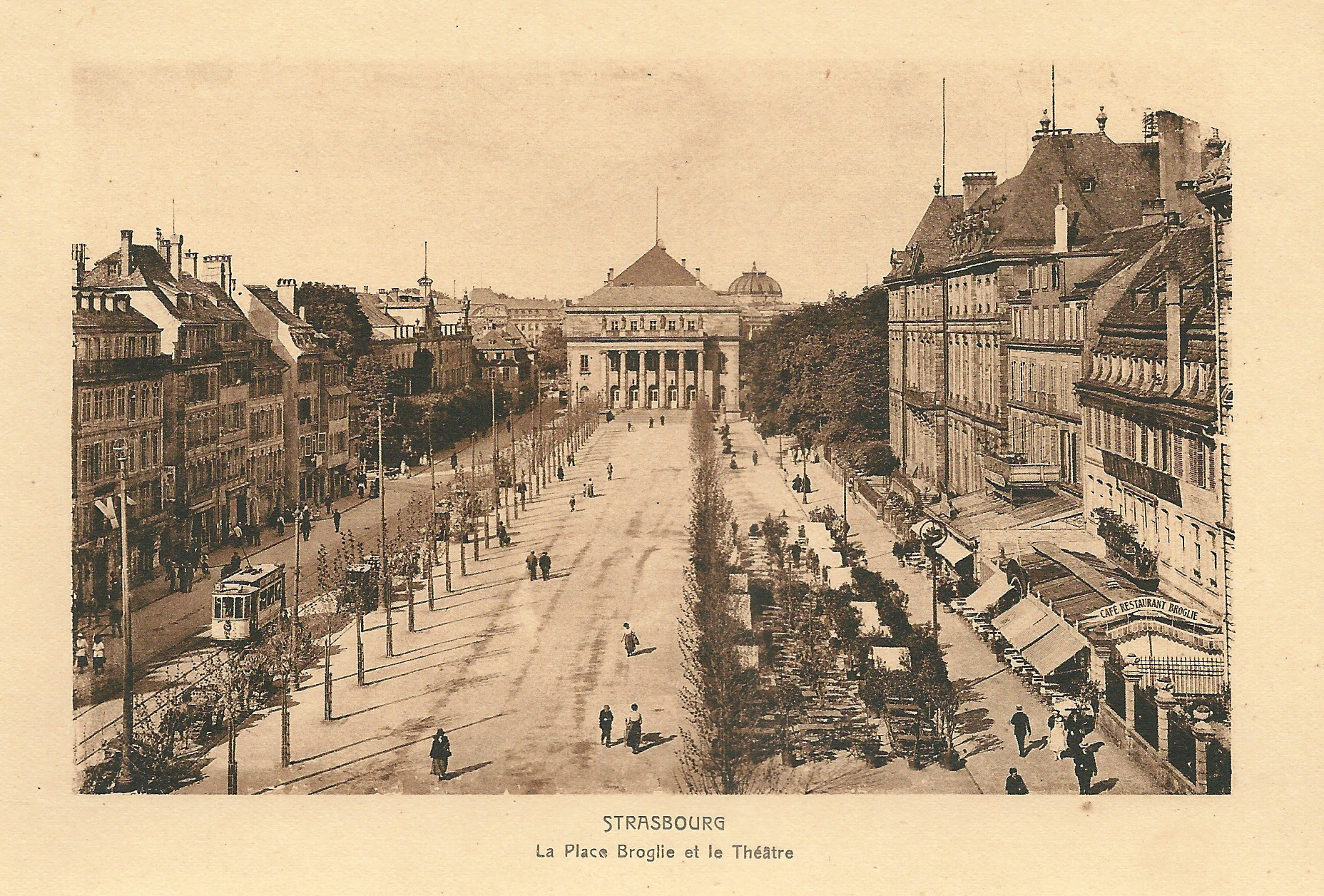
La place vers 1920.

## Dans la culture populaire
- La place Broglie est mentionnée dans la chanson Rue du Miracle de Leïla Huissoud.